# Ceraphron rugifrons
Ceraphron rugifrons är en stekelart som beskrevs av William Harris Ashmead 1896. Ceraphron rugifrons ingår i släktet Ceraphron och familjen pysslingsteklar. Inga underarter finns listade i Catalogue of Life.